# The Essential Barbra Streisand
The Essential Barbra Streisand è un album raccolta di Barbra Streisand, pubblicato dalla Columbia nel 2002.

## Tracce

### Disco 1
1. A Sleepin' Bee
2. Cry Me a River
3. (Have I Stayed) Too Long at the Fair
4. Lover, Come Back to Me
5. People
6. My Man
7. Second Hand Rose
8. He Touched Me
9. Don't Rain on My Parade
10. Happy Days Are Here Again Live From Central Park
11. On a Clear Day You Can See Forever
12. Stoney End
13. Since I Fell for You
14. What Are You Doing the Rest of Your Life?
15. The Way We Were
16. All in Love Is Fair
17. Lazy Afternoon
18. Evergreen (Love Theme from A Star Is Born)
19. My Heart Belongs to Me
20. You Don't Bring Me Flowers (feat. Neil Diamond)
21. The Main Event/Fight
22. No More Tears (Enough Is Enough) (feat. Donna Summer) (Versione radio)

### Disco 2
1. Woman in Love
2. Guilty (feat. Barry Gibb)
3. Comin' In and Out of Your Life
4. Memory
5. Papa, Can You Hear Me?
6. A Piece of Sky
7. Putting It Together
8. Not While I'm Around
9. Send in the Clowns
10. Somewhere
11. All I Ask of You
12. Children Will Listen
13. As If We Never Said Goodbye
14. I Finally Found Someone (feat. Bryan Adams)
15. Tell Him (feat. Céline Dion)
16. I've Dreamed of You (Introduzione estesa)
17. Someday My Prince Will Come (Inedito)
18. You'll Never Walk Alone (Inedito)

### Disco 3
1. Letting Go
2. Love Like Ours
3. At the Same Time
4. Unusual Way (Live)
5. Evergreen (Love Theme from A Star Is Born) (Live)
6. Wild Is the Wind
7. On My Way to You
8. After the Rain

## Classifiche
| Classifica  | Posizione massima | Settimane in classifica | Certificazione | Vendite |
| ----------- | ----------------- | ----------------------- | -------------- | ------- |
| Australia   | 4                 |                         | Platino        | 100000  |
| Finlandia   | 3                 | 14                      | Oro            | 15840   |
| Francia     | 9                 | 8                       | Oro            | 200000  |
| Regno Unito | 1                 |                         | Platino        | 725000  |
| Spagna      | 2                 |                         | Platino        | 140000  |
| Stati Uniti | 15                | 6                       | Platino        | 1300000 |
| Svezia      | 4 (2 settimane)   | 14                      | Oro            | 10000   |